# Mario Party 3
Mario Party 3 är ett flerspelarspel till Nintendo 64. Spelet utvecklades av Hudson Soft och gavs ut av Nintendo.

## Handling
Se Mario Party.

## Speluppbyggnad
Spelet liknar Mario Party 2, fast med nya spelbräden, karaktärer och minispel. Det finns även tre spelsätt istället för ett enda: Party Mode (det vanliga spelsättet för fyra spelare), Story Mode (som Party Mode, fast kortare och för en spelare) och Duel Mode (för två spelare, som går ut på att sno pengar med hjälp av ej spelbara karaktärer som Chomps och Goombas). Det finns även två nya typer av minispel: Game Guy och ???.

### Spelkaraktärer
- Mario
- Luigi
- Princess Peach
- Yoshi
- Wario
- Donkey Kong
- Waluigi
- Princess Daisy

### Partners
- Koopa troopa
- Goomba
- Toad
- Boo
- Bob-omb
- Thomp
- Piranha
- Snifit
- Chomp
- Mr.Blizzard
- Whomp
- Baby bowser

### Spelbräden

#### Battle Royal
- Chilly Waters
- Deep Blooper Sea
- Woody Woods
- Creepy Cavern
- Spiny Desert
- Waluigi's Island (fås först när Story Mode är avklarat)

#### Duel
- Gate Guy
- Arrowhead
- Pipesqueek
- Blowhard
- Mr. Mover
- Backtracks (fås först när Story Mode är avklarat)

### Minispel

#### 4 spelare
- Mario's Puzzle Party
- Water Whirled
- Snowball Summit
- Toadstool Titan
- Frigid Bridges
- Awful Tower
- Chip Shot Challenge
- Messy Memory
- Cheep Cheep Chase
- Treadmill Grill
- Ice Rink Risk
- Parasol Plummet
- Picture Imperfect
- M.P.I.Q.
- Curtain Call
- Aces High
- Bounce 'N' Trounce
- The Beat Goes On
- Pipe Cleaners
- Rockin' Raceway

#### 2 mot 2 spelare
- Eatsa Pizza
- Baby Bowser Broadside
- Cosmic Coaster
- Puddle Paddle
- Log Jam
- Pump, Pump and Away
- Hyper Hydrants
- Picking Panic
- Etch 'N' Catch
- Slot Synch

#### 3 mot 1 spelare
- Coconut Conk
- Spotlight Swim
- Boulder Ball
- Crazy Cogs
- Hide And Sneak
- River Raiders
- Tidal Toss
- Hand, Line, and Sinker
- Ridiculous Relay
- Thwomp Pull

#### Battle Mini-game
- Stacked Deck
- Three Door Monty
- Merry-Go-Chomp
- Slap Down
- Locked Out
- All Fired Up
- Storm Chasers
- Eye Sore

#### Item Mini-game
- Winner's Wheel
- Hey, Batter, Batter!
- Bobbing Bow- Loons
- Dorrie Dip
- Swinging with Sharks
- Swing 'N' Swipe

#### Duel Mini-game
- Vine with Me
- Popgun Pick- Off
- End of the Line
- Baby Bowser Bonkers
- Silly Screws
- Crowd Cover
- Tick Tock Hop
- Bowser Toss
- Motor Rooter
- Foul Play

#### Game Guy Mini-game
- Game Guy's Lucky 7
- Game Guy's Sweet Surprise
- Game Guy's Roulette
- Game Guy's Magic Boxes

#### ???
- Stardust Battle (avklaras i Story Mode)
- Dizzy Dinghies (fås när alla andra 64 minispel blivit spelade)
- Mario's Puzzle Party Pro (fås när spelaren har samlat 1000 coins i Game Guy's Gameroom)

### "Spaces"
- Blue Space (ger 3 coins)
- Red Space (drar ifrån 3 coins)
- Happening Space (får något oväntat att hända, olika på olika spelbräden)
- Chance Space (en tursam spelare får en chans att sno åt sig pengar eller stjärnor)
- Bowser Space (Bowser dyker upp och tar vad han vill ha)
- Battle Space (startar ett Battle Mini-game)
- Item Space (startar ett Item Mini-game)
- Bank Space (tvingar spelaren att lägga in 5 coins på banken man går för bi rutan) (om man hamnar på rutan får man alla pengar som finns i banken)

## Utmärkelser
Mario Party 3 tog hem kategorin "Bästa flerspelarspel" i Club Nintendo Awards 2001.